# Watercrassula
Watercrassula (Crassula helmsii), ook wel waternaaldkruid, is een 5-25 cm hoge, vaste plant uit de vetplantenfamilie (Crassulaceae). De 's winters groenblijvende plant kent drie groeivormen: een landvorm, een vorm die op de waterbodem groeit en een vorm die in de bovenste waterlagen groeit. Door deze plasticiteit is de plant in staat in een groot aantal milieus te groeien, ook in poelen die regelmatig droog vallen. Het aantal chromosomen is 2n = 14.
De plant komt oorspronkelijk uit Australië. Zowel in Engeland, waar watercrassula al sinds 1950 aanwezig is, als in de Benelux gedraagt deze exoot zich invasief. Per 7 augustus 2025 staat de watercrassula op de Unielijst voor invasieve uitheemse soorten.
De plant is een pioniersoort die explosief uitgroeit in pionierssituaties zoals geplagde terreinen. Eens gevestigd is de soort vrijwel niet te verwijderen doordat ieder achtergebleven stukje stengel weer uitgroeit tot een plant. Door schoningsactiviteiten wordt de plant soms ongewild nog verder verspreid. Ook grote grazers en ganzen spelen bij de verspreiding een rol. De plant produceert bovendien vruchtbaar zaad.
Watercrassula is een tropische plant en kent geen seizoenen. De plant blijft doorgroeien in de winter. De heldergroene kleur, die ook in de winter blijft, is mogelijk de reden geweest voor introductie in tuinvijvers.

## Verschijningsvormen
Watercrassula heeft een watervorm en een terrestrische verschijningsvorm. Echter, de planten vertonen ook een tussenvorm: wanneer exemplaren langere tijd overstroomd raken of juist droogstaan, dan passen de planten binnen enkele weken hun verschijningsvorm aan.
Een plant bestaat uit oorspronkelijk één en later meer dunne, ronde, gesegmenteerde stengels, waaraan de blaadjes op knopen twee-aan-twee staan.
In het water wortelen de planten in de bodem, kruipend of in een rozet, en drijven de stengels recht omhoog. De stengels zijn geheel groen en de bladeren zijn in de regel langer dan boven water. De plant lijkt veel op soorten uit het geslacht sterrenkroos (Callitriche) - de geheel ondergedoken vorm in dieper water - maar is forser en steviger. Een simpele test in het veld: Als een klein stukje wordt afgebroken en uit het water gehaald, dan drapeert een sterrenkroos zich slap over de vingers, maar blijft watercrassula rechtop staan.
Op droge oevers is de afstand tussen de knopen - en daarmee de totale stengellengte - minder groot. Afhankelijk van de beschikbare hoeveelheid voedsel kan de plant tot circa 30 cm in de hoogte groeien. De kleur van de stengels varieert op het land van lichtgroen tot lichtbeige met een roze of rossige tint. De 4–20 mm lange en 0,7–1,6 mm brede bladeren zijn stug en kort, maar nog steeds langwerpig met een puntig uiteinde. Op het land toont de plant zijn vetplant-achtige kenmerken zoals een dik, vet blad. De groeitop van een stengel is bekroond met (meestal) vier spits driehoekige blaadjes, die samen lijken op een klauwtje. De landvorm produceert kleine bloemen (circa 3 mm doorsnede) met vier witte kroonblaadjes. De kroonblaadjes zijn ongeveer een millimeter breed en lang en aan het uiteinde licht afgerond. De vrucht is een doosvrucht en  bevat 2-5 zaden. Het 0,42 mm lange en 0,25 mm brede zaad van watercrassula is slechts beperkt kiemkrachtig, maar door het grote aantal bloemen wordt toch snel een vitale zaadbank geproduceerd.

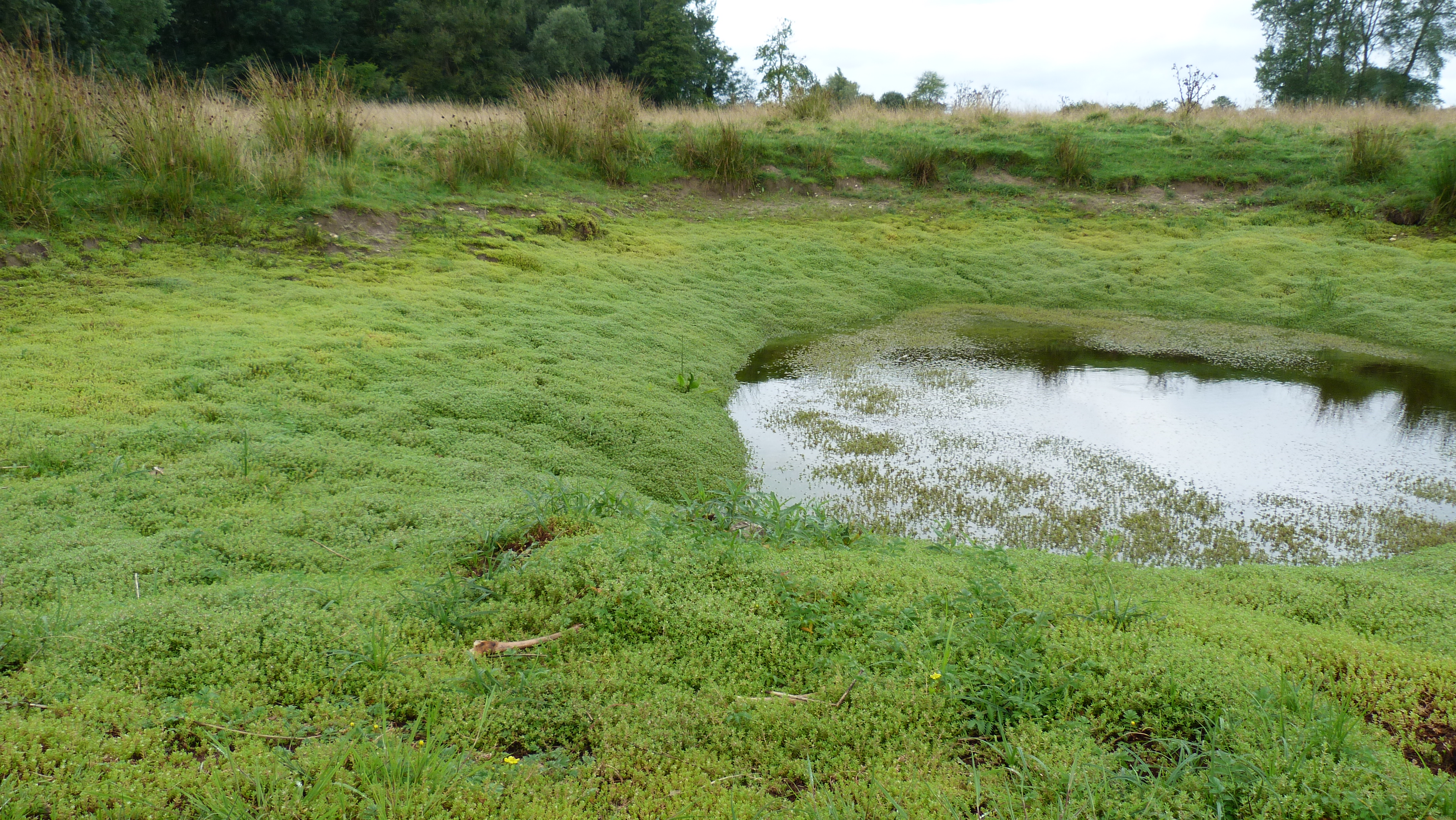
Een poel waarvan de aanvankelijk kale zandige oever geheel is overgroeid met watercrassula.
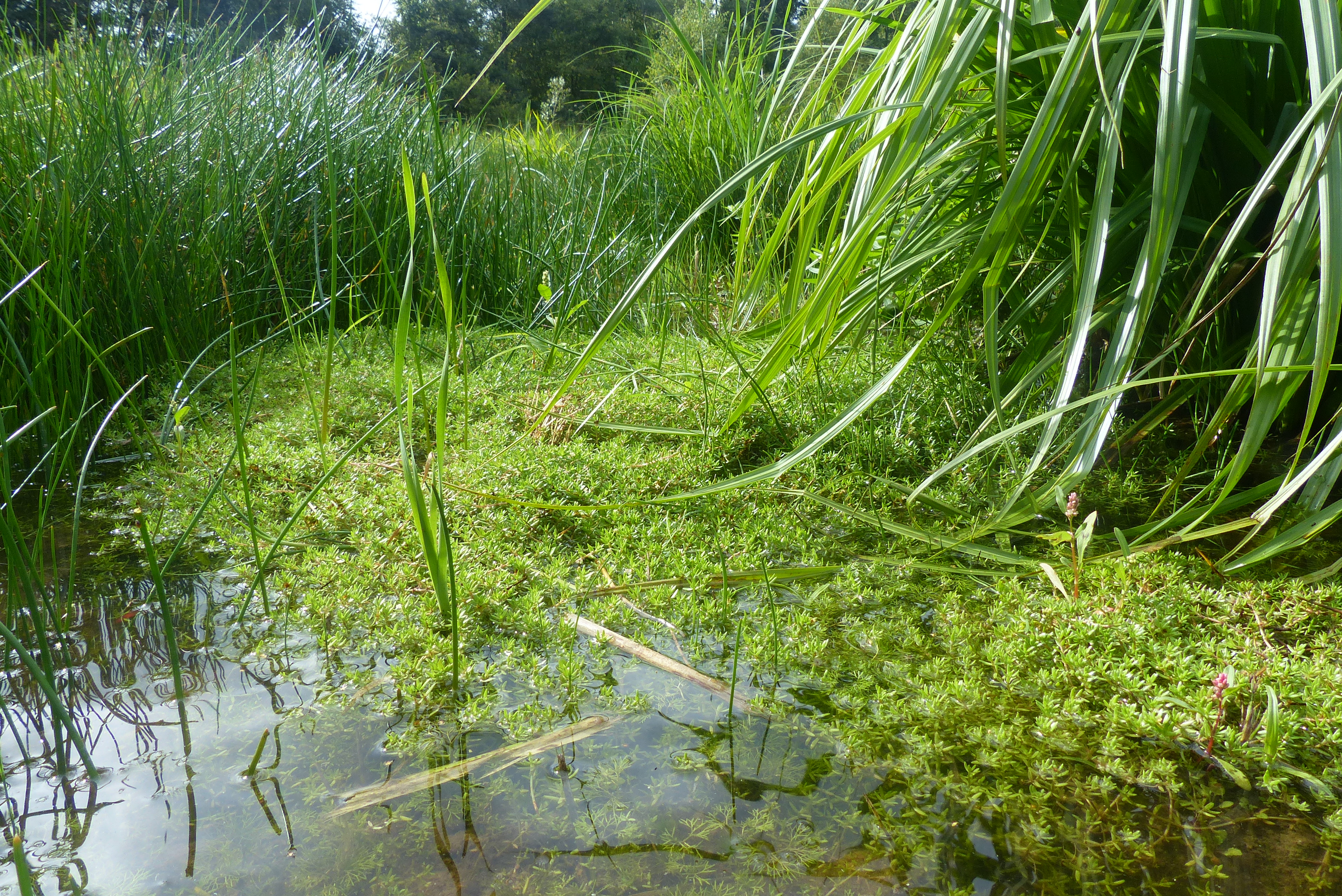
Planten
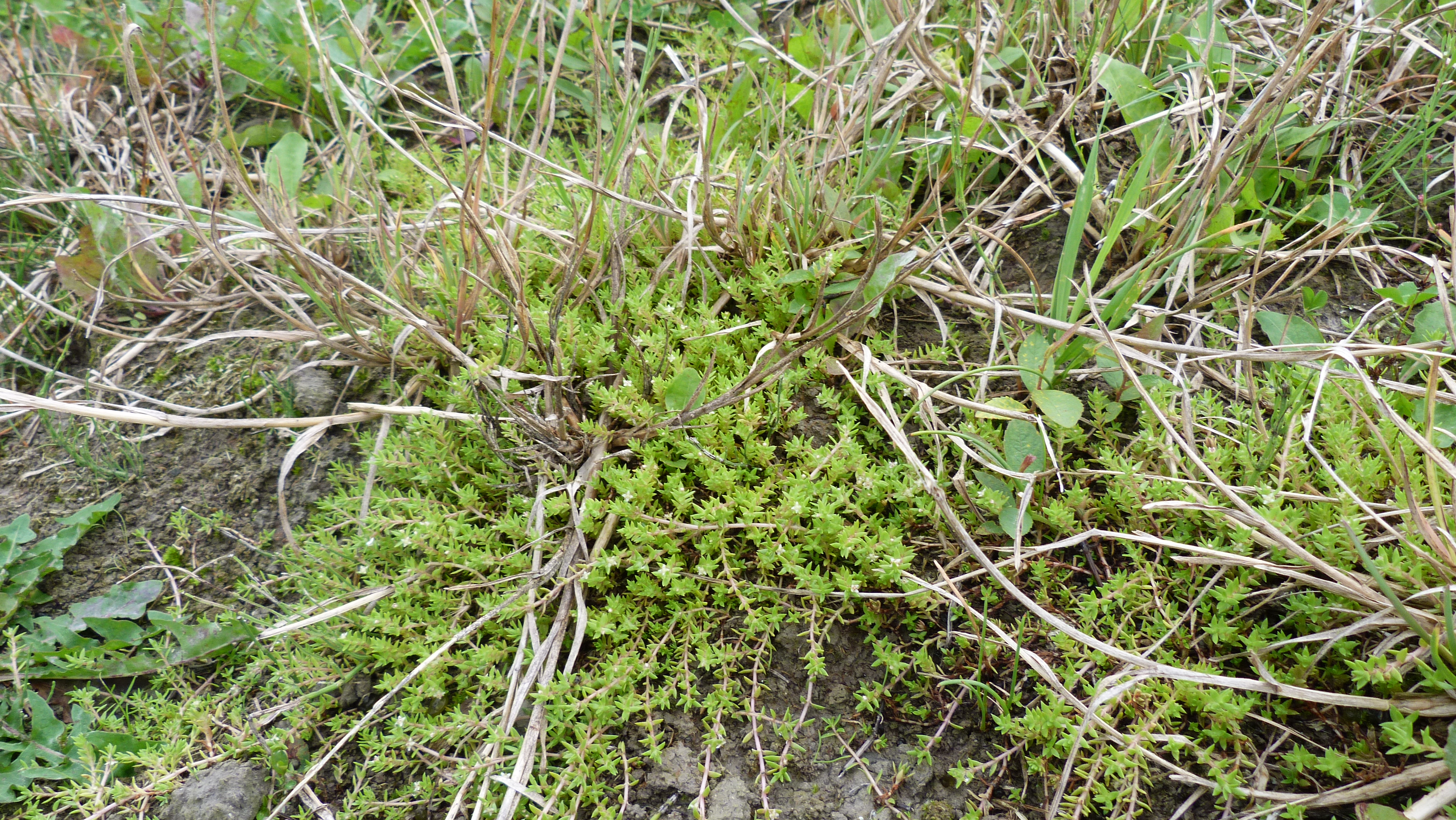
Planten
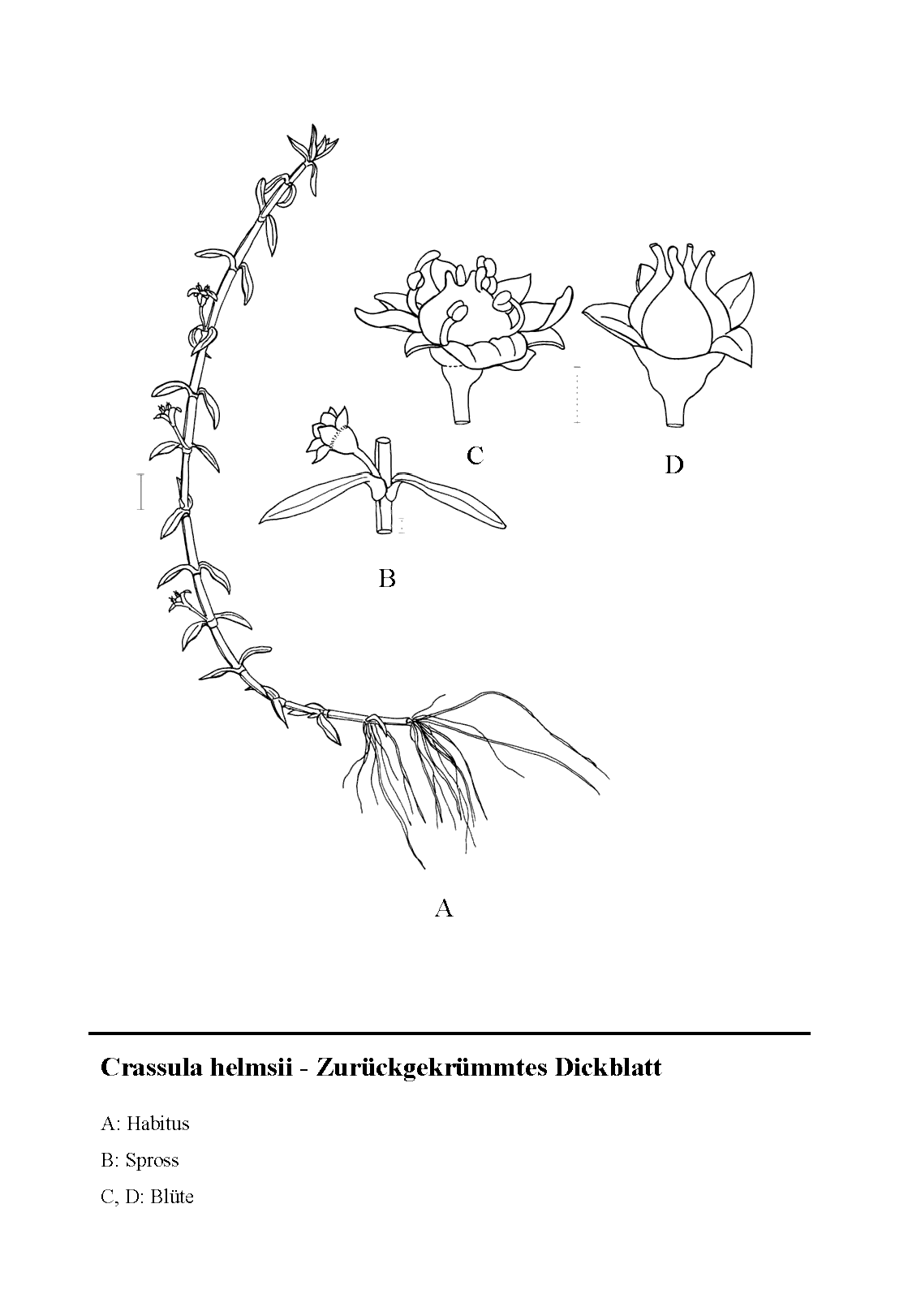
Illustratie

## Schade
Watercrassula is onder de juiste milieuomstandigheden zeer invasief. Open plekken in vochtige levensgemeenschappen zijn vatbaar voor de plant. Woekering van deze soort veroorzaakt diverse ongewenste effecten, zoals reductie van het aantal inheemse soorten. Daarnaast zijn negatieve effecten voor de waterhuishouding en -kwaliteit gerapporteerd op locaties waar watercrassula dominant is. Voorbeelden hiervan zijn het volledig dichtgroeien van waterlichamen en zuurstofgebrek in het water.
De plant groeit jaarrond en heeft daarom in het voorjaar een voorsprong op inheemse soorten, die opnieuw biomassa moeten produceren (uitgroeien vanuit ondergrondse delen of opslaan uit zaad).
Verschillende Natura 2000-habitattypen zijn gevoelig voor watercrassula, waaronder zeer zwakgebufferde en zwakgebufferde vennen (H3110 en H3130), blauwgraslanden (H6410) vochtige duinvalleien (H2190), vochtige heide (H4010) en pioniervegetaties met snavelbiezen (H7150). Daarnaast vestigt watercrassula zich vaak in nieuwe natuurgebieden waar het de natuurlijke ontwikkeling van flora en fauna hindert .

## Nederland

### Verspreiding
In Nederland is watercrassula voor het eerst gezien in 1995, in de provincie Noord-Brabant, sindsdien verspreidde de soort zich steeds verder. Hij wordt vooral aangetroffen op de pleistocene zandgronden en minder op veen- of kleigronden. De plant is weinig kritisch voor wat betreft standplaats, ze weet zich te vestigen in allerhande watersystemen. De plant heeft een voorkeur voor oevers van plassen en waterlopen en vestigt zich op kale bodem. Ze vormt op droogvallende oevers soms een dichte mat van plantjes, enkele centimeters hoog. Watercrassula kwam in eerste instantie in de natuur terecht door menselijke verspreiding, bijvoorbeeld door gedumpte vijverplanten. Aanvullend kunnen grote grazers, machines, schepnetten en watervogels delen van de plant verspreiden. Bovendien breken delen van de plant gemakkelijk af waarna ze kunnen wegdrijven. Na aanspoeling elders kan daar beworteling volgen waarna een nieuwe plant tot wasdom komt. Watervogels kunnen fragmenten van de plant transporteren naar andere waterpartijen, het is ook mogelijk dat dit gebeurt door hem te eten waarna levensvatbare delen via de mest verspreid worden.
Vanaf de jaren 1990 heeft veel natuurontwikkeling plaatsgevonden. Hierbij zijn veel nieuwe vennen en andere waterpartijen gegraven in voormalige landbouwpercelen. Juist in deze nieuwe wateren zonder bestaande begroeiing en met de aanwezigheid van grote hoeveelheden voedingsstoffen kan watercrassula een dominante rol gaan spelen. De plant is inmiddels invasief door heel Nederland, inclusief de Waddeneilanden Texel, Terschelling en Ameland.
Omdat Watercrassula in staat is om zeer voedselarme milieus te koloniseren, vormt de soort een bedreiging voor kwetsbare biotopen zoals venoevers.

## Bestrijding
Om negatieve effecten van watercrassula teniet te doen, zijn er verschillende maatregelen te nemen. Deze hebben het elimineren of beheersen van de soort tot doel. Echter, ‘niets doen’ is ook een mogelijke strategische aanpak. Bij de keuze voor de meest verstandige maatregelen moet gekeken worden naar de eigenschappen van de besmetting én naar de eigenschappen van het gebied en eventuele omliggende gebieden. Wanneer de gemaakte keuze handelingen vereist is het van belang deze uit te voeren middels een vooraf opgesteld plan op basis van maatwerk. De vormgeving van dit plan is afhankelijk van de (systeem)eigenschappen van de besmette locatie. Aanvullend is het noodzakelijk zowel het eventueel niets doen als de uitgevoerde maatregelen elke 6 maanden te monitoren. Dit om te voorkomen dat natuurwaarden die voorheen niet in gevaar waren, maar door veranderingen in het systeem of een eerdere verkeerde beoordeling, toch in gevaar zijn. 

### Niets doen
Watercrassula profiteert van verstoring en vermesting van het systeem. Toch kan watercrassula zich ook vestigen wanneer hier geen sprake van is. In deze gevallen blijft de biomassaproductie van watercrassula laag en komt de soort niet tot dominantie. Wanneer dit het geval is, én verspreiding naar andere kwetsbare gebieden niet waarschijnlijk is, dan is niets doen het juiste advies. Het uitvoeren van maatregelen in een dergelijke situatie leidt tot verstoringen in het systeem welke in de regel zorgen voor een toename van watercrassula. 

### Elimineren
Bij eliminatie is het doel het volledig verwijderen van de watercrassulabesmetting. Het elimineren van besmettingen is slechts mogelijk als (1) de besmetting klein is (< 1 ha), (2) de besmetting geïsoleerd is, (3) de locatie droog te leggen is en (4) wanneer herkolonisatie vanuit omliggende gebieden is uit te sluiten.
Er zijn verschillende mogelijkheden om watercrassula te elimineren. Voorwaarde is altijd dat de locatie drooggelegd moet worden om voldoende schoon te kunnen werken. Waterlichamen met weinig natuurwaarden kunnen worden gedempt om te voorkomen dat watercrassula zich verspreidt naar waardevolle wateren. Met dempen wordt het (semi-)aquatische milieu omgevormd naar een terrestrisch milieu, waardoor watercrassula zijn geschikte habitat verliest. Hierbij is het van belang dat de ondergraven watercrassula ook in de toekomst niet meer aan de oppervlakte komt.
Een andere wijze van eliminatie, waarbij het waterlichaam behouden blijft, is het verwijderen van alle watercrassula door het af te graven. Het is hierbij van groot belang dat er geen plantenzaden of –fragmenten achterblijven van waaruit de populatie zich kan herstellen. Dit blijkt in de praktijk erg moeilijk. Tot op heden zijn de beste ervaringen opgedaan met 20 tot 30 centimeter diep afgraven. Onverhoopt achtergebleven zaden en fragmenten worden vervolgens onschadelijk gemaakt door de afgegraven delen af te dekken met schone grond. Het succes voor het elimineren van watercrassula is laag wanneer er geen rekening wordt gehouden met schoon werken en kruisbesmettingen (zie verder). Voor het elimineren van watercrassula is daarom een specialistische aanpak noodzakelijk.

### Beheersen – traditioneel versus systeemgericht
Helaas zijn de omstandigheden vaak niet optimaal voor eliminatie. In dat geval is beheersen van  watercrassula een optie. Veel methoden van watercrassulabestrijding, zoals afdekken met folie, met de hand verwijderen, afplaggen en behandelen met heet water zijn niet geschikt voor eliminatie, maar wel voor het reduceren van de biomassa. Vrijwel altijd groeit watercrassula binnen één of enkele jaren weer even sterk uit. Dergelijke maatregelen verkleinen wel tijdelijk het verspreidingsrisico, maar moeten in de regel meerdere keren per jaar herhaald worden.
Als er natuurwaarden bedreigd worden, dan is periodiek bestrijden van watercrassula minder zinvol. Beter kan ingezet worden op het stabiliseren van de besmetting op een laag niveau. Dat kan door de aanwezigheid van de soort terug te dringen en vervolgens concurrenten te introduceren die passen bij de standplaatscondities van het ecosysteem. Deze duurzame aanpak wordt de systeemgerichte bestrijding genoemd en bestaat uit drie opvolgende stappen:
1. In beeld brengen en aanpakken van de vermestingsbronnen. Het is niet altijd gemakkelijk of mogelijk om vermesting terug te dringen, maar alle beetjes helpen. Mogelijkheden zijn het afkoppelen van natuurgebieden van een stikstofrijke watertoevoer, afgraven van voedselrijke bodem, het uitrasteren van vee en het terugdringen van zomerganzenpopulaties.
2. Doorbreken van de dominantie van watercrassula. Hiervoor zijn behandeling met heet water en afdekken met zwarte folie de meest efficiënte methoden. De afgestorven biomassa moet worden afgevoerd om te voorkomen dat hieruit voedingsstoffen vrijkomen. Beter is om direct de watercrassula af te plaggen.
3. Stimuleren van inheemse plantensoorten om hergroei, en het tot dominantie komen, van watercrassula te verhinderen. Dit is te realiseren door het introduceren van inheemse vegetatie waardoor een kale bodem snel begroeid raakt en open niches worden gesloten. Afhankelijk van de groeiwijze van de gewenste inheemse soorten zijn zaden, wortelende fragmenten en hele planten te gebruiken. De keuze van soorten is locatieafhankelijk en verandert met de mate van jaarlijkse inundatie, de bodemgesteldheid en de doelstellingen van het gebied. Momenteel wordt deze methode getest op verschillende locaties. Grootschalige toepassing is nu nog soms lastig omdat plantenmateriaal van de gewenste soorten niet in voldoende mate beschikbaar is. Mits goed gepland in het seizoen zijn oeverkruidplantjes of maaisel van vochtige heide en schrale graslanden goed verkrijgbaar.
Er wordt onderzoek gedaan naar meer deze bestrijdingsmogelijkheden. Op Landgoed Huis ter Heide, en dan vooral bij enkele jonge vennen in het noorden van de gemeente Tilburg, is Natuurmonumenten in 2012 gestart met het testen van verschillende methoden. In 2016 en 2017 is wetenschappelijk groeiplaatsonderzoek uitgevoerd door Stichting Bargerveen in de kassen van de Radboud Universiteit te Nijmegen en op Huis ter Heide.

## Veilig omgaan met watercrassula
Het risico op verspreiding via mensen of materieel is te verkleinen door na betreding of aanraking van besmette gebieden schoenen en gereedschap goed te controleren en vrij te maken van plantendelen. 
Er moet zorgvuldig worden omgegaan met het materiaal, bodem en plantmateriaal, dat vrijkomt bij het verwijderen van biomassa. De besmette bodem kan beter niet worden gebruikt in de nabijheid van waterlichamen, zoals bij de aanleg van dijken.
Betreding door mensen zoals recreanten en overig publiek moet zoveel mogelijk beperkt worden om verspreiding maar ook verstoring te voorkomen. Het is daarom zaak om de besmette gebieden uit te rasteren en voor mensen ontoegankelijk te maken.

## Verkoop
Watercrassula wordt in Nederland via diverse verkooppunten te koop aangeboden. De verkoop is hier niet verboden, en is dat nooit geweest. Er bestond enkele jaren een Convenant waterplanten maar ook toen ging de verkoop door, omdat  slechts enkele kwekers en handelaars hun handtekening onder het convenant hadden gezet.  Dit convenant was in 2010 afgesloten tussen het Ministerie van economische zaken, de Unie van Waterschappen en het bedrijfsleven. Doel was de bescherming van de biodiversiteit in het water, maar het effect was uiteindelijk zeer beperkt. Sinds in 2016 de eerste Unielijst van kracht werd op basis van de Europese Verordening Invasieve Uitheemse Soorten, is van enige restrictie in de verkoop van watercrassula al helemaal geen sprake meer. In praktijk verviel de rechtskracht van het Convenant namelijk, omdat er een aantal (water)planten in genoemd waren die ook op de Unielijst stonden, zoals waterteunisbloem en parelvederkruid. Watercrassula staat tot op heden nog niet op de Unielijst. De Verordening geeft wel expliciet de mogelijkheid aan lidstaten op nationaal niveau de verkoop van schadelijke exotische soorten te  verbieden. Van die mogelijkheid zal de minister van Landbouw, Natuur en Voedselkwaliteit mogelijk in 2021 gebruik maken. 
... · 
C. aquatica · 
C. arborescens · 
C. helmsii (Watercrassula) · 
C. ovata · 
C. tillaea (Mosbloempje) · 
...